# ऐ
Cette page contient des caractères spéciaux ou non latins. S’ils s’affichent mal (▯, ?, etc.), consultez la page d’aide Unicode.
ऐ, transcrit ai, est une voyelle de l’alphasyllabaire devanagari.

## Représentations informatiques
Ses Unicode sont :
| formes       | représentations | chaînes de caractères | points de code | descriptions                      |
| ------------ | --------------- | --------------------- | -------------- | --------------------------------- |
| indépendante | ऐ               | ऐ                     | U+0910         | lettre devanagari aï              |
| dépendante   | ै                | ◌ै                     | U+0948         | diacritique voyelle devanagari aï |